# Farní sbor Českobratrské církve evangelické v Humpolci
Farní sbor Českobratrské církve evangelické v Humpolci je sborem Českobratrské církve evangelické v Humpolci. Sbor spadá pod Horácký seniorát.
Sbor administruje f. Petr Turecký a kurátorkou je Helena Kleinerová.

## Faráři sboru
- Josef Cohorna (1900-1920)
- Antonín Kratochvíl (výpomocný kazatel, 1914-1918)
- Rudolf Mahovský (farář 1920-1942, zastřelen za německé okupace)
- Rudolf Šimša (farář 1943-1949)
- Jiří Vojtěchovský (farář 1950-1963)
- Eva Nechutová (vikářka Humpolec a Strměchy 1964-1989)
- Rostislav Nechuta (farář Humpolec a Strměchy 1964-1990)
- Jean Nicolas Fell (vikář 1995)
- Jana Špinarová (jáhenka 1996-1997)
- Jan Keller (farář 1999-2005)
- Pavel Šindler (2005–2016)